# Pachydectes elsi
Pachydectes elsi è un terapside estinto, appartenente ai burnetiamorfi. Visse nel Permiano medio (circa 265 - 263 milioni di anni fa) e i suoi resti fossili sono stati ritrovati in Sudafrica.

## Descrizione
Questo animale è noto per un cranio lungo circa 35 centimetri, e si suppone che la lunghezza di un esemplare adulto fosse di circa due metri. Pachydectes era quindi più grande degli altri burnetiamorfi, che solitamente si aggiravano intorno al metro di lunghezza. Come tutti i suoi simili, anche Pachydectes era fornito di bizzarre strutture ossee che sporgevano dal cranio, in particolare una sporgenza pachiostotica sotto la barra postorbitale e un'ossificazione preparietale (tipica anche di altri biarmosuchi). Sporgenze simili a corna arrotondate erano inoltre presenti sopra le orbite e nella regione occipitale del cranio. Unico fra tutti i terapsidi, Pachydectes era inoltre caratterizzato da un rigonfiamento mascellare pachiostotico ed emisferico che fungeva da guaina alla radice del canino superiore.

## Classificazione
Pachydectes è un membro piuttosto antico dei burnetiamorfi, un gruppo di terapsidi caratterizzati da bizzarre escrescenze ossee sul cranio. Inizialmente Pachydectes venne considerato un membro abbastanza derivato del gruppo, nell'ambito della famiglia Burnetiidae e della sottofamiglia Burnetiinae; secondo queste analisi, questa forma era strettamente imparentata con il molto più recente Burnetia, a suggerire una ghost lineage di vari milioni di anni. Successive analisi cladistiche hanno indicato che il parente più prossimo di Pachydectes era l'altrettanto antico Bullacephalus, di dimensioni più contenute; entrambi questi animali dovevano essere burnetiamorfi arcaici ma per certi versi molto specializzati, al di fuori della famiglia Burnetiidae. 
Pachydectes elsi venne descritto per la prima volta nel 2006, sulla base di un cranio fossile rinvento nella zona di Jansenville in Sudafrica, nella "zona a Tapinocephalus" risalente al Permiano medio.